# 福岡市立東月隈小学校
福岡市立東月隈小学校（ふくおかしりつ ひがしつきぐましょうがっこう）は、福岡県福岡市博多区東月隈にある公立小学校。

## 概要
博多区最東部の月隈地区に位置し、志免町との境にも近い。公立中学校校区は福岡市立席田中学校である。

### 所在地
福岡県福岡市博多区東月隈4丁目17番1号

### 学校教育目標
基本的生活習慣を身につけ、豊かな心をもち、夢中で学び続ける子どもの育成　～「みんなが学ぶ みんなで伸びるユニバーサルキッズ東月隈っ子」～

## 沿革
- 1975年4月1日 - 月隈小学校から分離し開校。
- 1980年3月 - ベルマーク集め全国第2位
- 1984年10月 - 創立10周年記念式典
- 1990年10月 - 第45回国体（とびうめ国体）集団演技出演
- 1994年 - 創立20周年記念式典
- 2004年10月 - 創立30周年記念式典
- 2010年4月 - コスモス学級（特別支援学級）開設
- 2014年10月 - 創立40周年記念式典
- 2015年4月 - 2学期制開始

## 学区
- 東月隈1丁目～5丁目
- 浦田1丁目〜2丁目
- 月隈6丁目の一部

## 学校周辺
- 東月隈公民館
- つきぐま幼稚園
- 月隈公園
- 福岡空港
- 福岡県道24号福岡東環状線
- 福岡市立席田中学校
- 福岡市立月隈小学校